# Zărnești (Buzău)
Pour les articles homonymes, voir Zărnești.
Zărnești est une commune du județ de Buzău en Roumanie.